# 21 Геркулеса
21 Геркулеса (лат. 21 Herculis), o Геркулеса (лат. o Herculis), HD 147869 — двойная звезда в созвездии Геркулеса на расстоянии приблизительно 370 световых лет (около 113 парсек) от Солнца. Видимая звёздная величина звезды — +5,818m.

## Характеристики
Первый компонент (HD 147869A) — белая звезда спектрального класса A1III, или A1Sr, или A2pSr, или A0. Масса — около 3,234 солнечных, радиус — около 2,855 солнечных, светимость — около 48,78 солнечных. Эффективная температура — около 9380 K.
Второй компонент (HD 147869B) — красная звезда спектрального класса M. Орбитальный период — около 5,0199 суток.

## Планетная система
В 2019 году учёными, анализирующими данные проектов HIPPARCOS и Gaia, у звезды обнаружена планета.